# Карел Гут
Карел Гут (чеськ. Karel Gut; нар. 16 вересня 1927, Прага, Чехословаччина — пом.
6 січня 2014) — колишній чехословацький хокеїст та тренер. Грав на позиції захисника.
Очолював чехословацьку збірну на переможних чемпіонатах світу 1976 та 1977 років. Член зали слави ІІХФ (1998) та зали слави чеського хокею.

## Клубна кар'єра
В 1949—1951 роках грав за АТК (Прага), в 1951—1953 — «Татру» (Сміхов), 1953—1964 — «Спартак Соколово». В останньому клубові його партнером був Франтішек Тікал. Чемпіон Чехословаччини 1954. Всього в лізі провів 310 матчів (86 голів).

## Виступи у збірній
У складі національної збірної був учасником трьох Олімпіад (1952, 1956, 1960).
Брав участь у дев'яти чемпіонатах світу та Європи (1952—1960). На світових чемпіонатах виграв три бронзові нагороди (1955, 1957, 1959). На чемпіонатах Європи — по чотири срібні (1952, 1955, 1959, 1960) та бронзові (1954, 1956, 1957, 1958) нагороди. В 1955 році був визнаний найкращим захисником турніру. На чемпіонатах світу та Олімпійських іграх провів 61 матч (19 закинутих шайб), а всього у складі збірної Чехословаччини — 114 матчів та 34 голи.

## Тренерська діяльність
В 1964—1967 та 1971—1973 очолював празьку «Спарту». В 1967—1970 та 1980—1983 працював з клубом «Ландсхут». Під його керівництвом німецька команда двічі вигравала бундеслігу (1970, 1983).
Найбільших успіхів досягнув на чолі збірної Чехословаччини (1974—1980). Під його керівництвом команда двічі перемагала на чемпіонатах світу, чотири рази фінішувала другою. Чемпіон Європи 1976, 1977. На Олімпійських іграх 1976 у Інсбруку здобула срібні нагороди. Фіналіст Кубка Канади 1976. Після невдалого виступу на Олімпіаді 1980 у Лейк-Плесіді залишив посаду головного тренера збірної. Під його керівництвом чехословацька команда провела можливо найкращий матч в своїй історії (1974 рік, Чехословаччина — СРСР 7:2).
Автор декількох книжок про хокей. В 1994—2004 роках президент Чеської федерації хокею.

## Нагороди та досягнення

### Гравець
| Нагороди                 | Команда            | Кіл. | Роки                   |
| ------------------------ | ------------------ | ---- | ---------------------- |
| Чемпіонат світу          |                    |      |                        |
| Бронза                   | Чехословаччина     | 3    | 1955, 1957, 1959       |
| Чемпіонат Європи         |                    |      |                        |
| Срібло                   | Чехословаччина     | 4    | 1952, 1955, 1959, 1960 |
| Бронза                   | Чехословаччина     | 4    | 1954, 1956, 1957, 1958 |
| Чемпіонат Чехословаччини |                    |      |                        |
| Золото                   | «Спартак Соколово» | 1    | 1954                   |

#### Особисті
| Нагороди та досягнення              | Кіл. | Роки |
| ----------------------------------- | ---- | ---- |
| Найкращий захисник чемпіонату світу | 1    | 1955 |
| Член зали слави ІІХФ                | -    | 1998 |

### Тренер
| Нагороди            | Команда        | Кіл. | Роки                   |
| ------------------- | -------------- | ---- | ---------------------- |
| Олімпійські ігри    |                |      |                        |
| Срібло              | Чехословаччина | 1    | 1976                   |
| Чемпіонат світу     |                |      |                        |
| Золото              | Чехословаччина | 2    | 1976, 1977             |
| Срібло              | Чехословаччина | 4    | 1974, 1975, 1978, 1979 |
| Кубок Канади        |                |      |                        |
| Срібло              | Чехословаччина | 1    | 1976                   |
| Чемпіонат Європи    |                |      |                        |
| Золото              | Чехословаччина | 2    | 1976, 1977             |
| Срібло              | Чехословаччина | 4    | 1974, 1975, 1978, 1979 |
| Чемпіонат Німеччини |                |      |                        |
| Золото              | «Ландсхут»     | 2    | 1970, 1983             |